# Mravinjac (Goražde)
Pour les articles homonymes, voir Mravinjac.
Mravinjac (en cyrillique : Мравињац) est un village de Bosnie-Herzégovine. Il est situé dans la municipalité de Goražde, dans le canton du Podrinje bosnien et dans la fédération de Bosnie-et-Herzégovine. Selon les premiers résultats du recensement bosnien de 2013, il compte 256 habitants.

## Géographie
Mravinjac est situé sur les bords de la Drina.

## Démographie

### Évolution historique de la population
| 1948 | 1953 | 1961 | 1971 | 1981 | 1991 | 2013 |
| ---- | ---- | ---- | ---- | ---- | ---- | ---- |
| -    | -    | 209  | 311  | 339  | 387  | 256  |

|  |

### Communauté locale
En 1991, la communauté locale de Mravinjac comptait 577 habitants, répartis de la manière suivante :

## Personnalités liées
- Emir Dragulj, artiste bosnien y est né en 1939